# Akodon spegazzinii
Akodon spegazzinii là một loài gặm nhấm trong chi Akodon được tìm thấy ở phía tây bắc Argentina. Nó hiện diện ở đồng cỏ và rừng ở độ cao từ 400 đến 3500 m trên mực nước biển. Sau khi loài này lần đầu tiên được đặt tên vào năm 1897, một số tên gọi khác đã được đặt cho các quần thể khác nhau mà hiện nay bao gồm trong A. spegazzinii. Ngày nay tất cả chúng được công nhận thuộc một loài duy nhất, phân bố rộng rãi và biến đổi. Akodon spegazzinii có quan hệ họ hàng với Akodon boliviensis và các thành viên khác của nhóm loài A. boliviensis. Nó sinh sản quanh năm. Bởi vì nó phân bố rộng rãi và phổ biến, Akodon spegazzinii được liệt kê vào nhóm "loài ít quan tâm" trong sách đỏ IUCN.
Akodon spegazzinii có kích thước vừa đối với nhóm các loài A. boliviensis. Màu sắc trên lưng của nó thay đổi đáng kể, từ sáng đến tối và từ màu vàng nhạt đến nâu đỏ. Phần bụng có màu nâu vàng đến xám. Đôi mắt được bao quanh bởi một vòng lông màu vàng. Hộp sọ có chứa một khu vực giữa hố mắt (giữa hai mắt) hình đồng hồ cát và các đặc trưng khác của hộp sọ phân biệt loài này với các loài bà con gần của nó. Chiều dài đầu và cơ thể là 93 đến 196 mm và khối lượng cơ thể là 13,0 đến 38,0 g. A. spegazzinii có 40 nhiễm sắc thể.

## Phân bố và sinh thái
Akodon spegazzinii được tìm thấy ở phía tây bắc Argentina, ở các tỉnh Salta, Catamarca, Tucumán, La Rioja, và Mendoza, ở độ cao 400 đến 3500 m. Mặc dù khu vực phân bố chính của nó là ở các tỉnh phía bắc Salta, Tucumán, và Catamarca, cũng có ghi nhận sự hiện diện rải rác từ các tỉnh phía nam của La Rioja và Mendoza, nơi nó có thể bị giới hạn trong các mảng khu vực có môi trường sống ẩm ướt. Akodon alterus đã được báo cáo từ Jujuy, nhưng việc ghi nhận đã có thể dựa trên các mẫu vật bị xác định nhầm của A. boliviensis, và ghi nhận Akodon spegazzinii từ Jujuy được dựa trên xác định nhầm A. sylvanus. Akodon spegazzinii được biết đến từ một địa điểm cổ sinh vật học trong tỉnh Tucumán có niên đại [Pleistocene] mới nhất (Lujanian), nó là một trong những loài phổ biến nhất ở đó. Loài này hiện diện trong rừng Yungas cũng như sa mạc Monte khô hơn và Puna, nơi mà nó chỉ được tìm thấy ven suối. Trong đồng cỏ đám mây của các phần cao hơn của Yungas, nó là loài động vật gặm nhấm sigmodontine chi phối.
Mặc dù sinh sản diễn ra quanh năm, có một cao điểm sinh sản trong mùa hè (tháng mười một-tháng tư). Sự thay lông chủ yếu xảy ra trong mùa thu và mùa đông (tháng tư-tháng tám). Tại một địa phương ở Mendoza, Akodon spegazzinii hiện diện với mật độ ước tính khoảng 21 cá thể/ha và có kích thước phạm vi cư trú khoảng 300 m2. Một số sigmodontines đã được ghi nhận là hiện diện cùng với A. spegazzinii, bao gồm A. caenosus, A. simulator, Neotomys ebriosus, Abrothrix illuteus, Reithrodon auritus, Andinomys edax, và các loài khác nhau của các chi Eligmodontia, Necromys, Calomys, Oligoryzomys, Oxymycterus, và Phyllotis. Loài ve bét Ixodes sigelos được ghi nhận trên A. spegazzinii ở Tucumán.. Ngoài ra, những con ve Androlaelaps fahrenholzi, Androlaelaps rotundus, và Eulaelaps stabularis và chấy Cleopsylla townsendii được biết đến từ loài này.